# 2007년 상무 피닉스 야구단 시즌
2007년 상무 피닉스 야구단 시즌은 상무 피닉스 야구단이 KBO 퓨처스리그에 참가한 7번째 시즌이다. 김정택 감독이 팀을 이끌었다. 팀은 북부리그 6팀 중 1위에 올라 창단 5번째 우승을 달성했으며, 전체 10팀 중 승률 1위를 기록했다.

## 타이틀
- 세계야구선수권대회 국가대표: 이정민, 박기남, 손시헌
- 퓨처스 올스타: 문용민, 이대환, 조재호, 박석민
- 북부리그 평균자책점: 조태수 (2.43)
- 완투: 김효남 (2)
- 구원승: 조태수 (7)
- 세이브: 김성배 (13)
- 북부리그 최소 실점: 조태수 (23)
- 북부리그 최소 자책점: 조태수 (20)
- 북부리그 최소 피안타: 조태수 (58)
- 최소 피홈런: 조태수 (3)
- 홈런: 박석민 (22)
- 최소 삼진: 용덕한 (17)

## 선수단
- 투수 : 이대환, 이정민, 조태수, 김효남, 장필준, 문용민, 김성배, 이정동, 오주원, 이우선, 신주영, 남궁훈, 이태경, 최혁길, 한동우, 김휘곤, 김주철
- 야수 : 조재호, 용덕한, 오재일, 손시헌, 박석민, 박기남, 황일휘, 최경철, 장지현, 장성, 임익준, 이태경, 이영수, 이양기, 서동욱, 방승재, 박정준, 박병호, 박노민, 류걸, 뢰경봉, 당위, 김재호, 강병우

## 같이 보기
- 2008년 상무 피닉스 야구단 시즌